# Gewöhnliche Faltenmuschel
Die Gewöhnliche Faltenmuschel (Thyasira flexuosa) ist eine Muschel-Art aus der Familie der Thyasiridae. Die Art lebt in Symbiose mit thiotrophen (sulfid-oxidierenden) Bakterien in den Kiemen.

## Merkmale
Die gleichklappigen, mäßig aufgeblähten Gehäuse sind im Umriss rundlich bis eiförmig, gewöhnlich geringfügig höher als lang. Sie erreichen eine maximale Länge von 1,2 bis 1,5 Zentimetern. Die Gehäuse sind ungleichseitig, die Wirbel sitzen vor der Mitte und sind nach vorne eingedreht. Der vordere Dorsalrand ist leicht konkav gewölbt. Der hintere Dorsalrand ist konvex gewölbt. Der Übergang des Dorsalrandes zum Hinterrand ist leicht ohrförmig ausgebildet, mit einer geraden oder fast leicht konkav gewölbten Strecke kurz vor dem Übergang zum Ventralrand. Der Ventralrand ist tief konvex gebogen. Der hintere Gehäuseteil trägt zwei radiale Falten, die innere Falte verläuft etwa zum Übergang hinterer Dorsalrand/Ventralrand und ist stärker ausgeprägt als die äußere Falte, die zum Übergang Hinterrand/Ventralrand verläuft. Der hintere Dorsalrand ist zwischen den beiden Falten deutlich eingebuchtet. Die herzförmige Lunula ist eingesenkt und deutlich abgegrenzt. Die schmale Area ist ebenfalls deutlich zu sehen. Das Schloss ist ohne richtige Zähne. In der rechten Klappe sitzt anstelle eines Kardinalzahn lediglich ein kleiner unscheinbarer Zapfen, der in der linken Klappe in eine korrespondierende Grube greift. Die Mantellinie ist ganzrandig, es sind keine Siphonen vorhanden. Die zwei Schließmuskeleindrücke sind nur schwach ausgebildet; der vordere Schließmuskeleindruck ist länglich, der hintere eher rundlich.
Die Oberfläche weist feine konzentrische Anwachslinien auf, der Gehäuseinnenrand ist glatt. Die Anwachslinien sind allerdings sehr unregelmäßig mit gelegentlichen Einkerbungen und Verdickungen. Die Schale ist dünn und weißlich-durchscheinend.  Das Periostracum ist dünn und hinfällig; es wittert schnell ab. Die Oberfläche ist häufig mit Eisenkrusten überzogen. Das Larvalgehäuse (Prodissoconch) misst 160 bis 180 µm im Durchmesser (bzw. Länge).

## Geographische Verbreitung und Lebensweise
Die Art ist zirkumpolar verbreitet. Im östlichen Nordatlantik reicht das Verbreitungsgebiet im Süden bis zum Mittelmeer und den Kanarischen Inseln. Im westlichen Nordatlantik kommt sie südwärts bis in den Golf von Mexiko vor. Sie lebt vom Flachwasser (etwa vier Meter) bis in 2.000 Meter Wassertiefe in sauerstoffarmen und sulfidreichen Schlammböden.
Thyasira flexuosa gräbt mit ihrem Fuß eine Röhre zur Sedimentoberfläche. Die Wände der Röhre sind mit Schleim verfestigt, der von Drüsen im Fuß produziert wird. Die Nahrung wird durch die Röhre eingestrudelt. Am Hinterende des Gehäuses befindet sich die Ein- und Ausströmöffnung. Unter dem Gehäuse können sich viele weitere Röhren befinden. Auf den Kiemen leben schwefeloxidierende Bakterien.

## Taxonomie
Die Art wurde 1803 von George Montagu  als Tellina flexuosa aufgestellt. Sie wird heute allgemein anerkannt in die Gattung Thyasira Lamarck, 1818 gestellt.

## Belege